# Ulica Jana Długosza w Warszawie
Ulica Jana Długosza – ulica w warszawskiej dzielnicy Wola.

## Historia
Wytyczona przed rokiem 1930 ulica według planów miała początkowo biec od ul. Karolkowej, przez teren cmentarza ewangelicko-reformowanego, do czego nie doszło. Pierwszym obiektem przy ulicy były zabudowania działającej od roku 1930 fabryki hamulców kolejowych pod nr 13.
Od roku 1935 prowadzono parcelację gruntów wzdłuż ulicy; do wybuchu II wojny światowej wzniesiono kilka utylitarnych trzypiętrowych kamienic. Wśród ich twórców odnajdujemy nazwiska znanych warszawskich budowniczych, takich jak Henryk Goldberg czy Bronisław Colonna-Czosnowski; do roku 1939 zabudowano nieparzystą pierzeję ulicy.
Wzniesione domy otrzymały wysokie numery, co wynikało z planu wytyczenia początkowego odcinka ulicy Długosza, od Karolkowej. Przedłużenie owo nigdy nie powstało, zaś zabudowa ulicy w całości przetrwała okres okupacji.
19 lutego 1944 roku w budynku nr 29 odbyło się pierwsze posiedzenie warszawskiej Rady Narodowej, co upamiętnia odsłonięta w 1959 roku tablica pamiątkowa.